# رناتو والنته
رناتو والنته (ایتالیایی: Renato Valente؛ ۲۵ سپتامبر ۱۹۲۴ – ۱۸ اکتبر ۱۹۸۹) بازیگر اهل ایتالیا بود.
از فیلم‌هایی که وی در آن‌ها نقش داشته است، می‌توان به سرنوشت اشاره نمود.